# لا ویکتوریا
لا ویکتوریا (به اسپانیایی: La Victoria) یک منطقهٔ مسکونی در کلمبیا است که در شهرستان آمازوناس واقع شده‌است.